# Indigo hour
『indigo hour』（インディゴアワー）は、2024年2月28日にSME Recordsから発売された私立恵比寿中学の8枚目のアルバムである。

## 概要
本作『indigo hour』は、前作『中吉』（ベストアルバム）から1年5ヶ月ぶり、前々作『私立恵比寿中学』（フルアルバム）からは1年9ヶ月ぶりのリリースとなった。本アルバムは柏木ひなたが卒業し、桜井えま、仲村悠菜が私立恵比寿中学転入（加入）後、メンバー10人体制での初のアルバムである。
アルバムタイトル『indigo hour』は、日の出前と日の入り後に発生する空が濃い青色に染まる時間帯を指す「blue hour（ブルーアワー）」のblue（青）をより深い色のindigo（藍色）に置き換えたものになっている。夜明け前、これからまた大きく羽ばたく前の時間という意味や、日が沈んで暗くなっていっても何度でも日は昇るから大丈夫といった気持ちが込められ、「永遠の中学生」＝「永遠の青春」を歩む私立恵比寿中学の青春の焦燥と煌めきの真っ只中にいる10人の「今」を表したタイトルとなっている。
本アルバムではSME Recordsの新ディレクターとしてこれまでねごと、IVE、SiM、BLUE ENCOUNT、ゴスペラーズなどを担当していた川崎みるくが初めて私立恵比寿中学のアルバム制作に参加している。
本アルバムには2曲のCDシングル表題曲と、4曲の配信限定シングル曲が収録されている。
収録された配信限定シングルの楽曲について「Summer Glitter」は新ディレクター川崎みるくが初めて関わった私立恵比寿中学の楽曲となる。本アルバムのリード曲3部作となる「BLUE DIZZINESS」（Pre-lead track 01）、「CRYSTAL DROP」（Pre-lead track 02）、「TWINKLE WINK」（Lead track）については佐藤千亜妃が作詞を手掛けている。
これまでの私立恵比寿中学の楽曲に携わってきたA&Rの石崎裕士（SDR）によると、前作のフルアルバム『私立恵比寿中学』より柏木ひなたが卒業し、桜井えま、仲村悠菜が加入したことで高学年メンバー5人（真山・安本・星名・小林・中山）、低学年メンバー5人（桜木・小久保・風見・桜井・仲村）へとメンバー構成が変わったこともあり、従来の「私立恵比寿中学」観に囚われずそれを打破する必要があると考え、そのためにも新しいディレクターに川崎みるくを迎え入れ、数年掛けて私立恵比寿中学の新しいイメージを作っていく決意をしたという。
また私立恵比寿中学の校長（マネージャー）である藤井ユーイチによると、若い子たちの憧れの対象が10年前とは変わってきていることもあり、これまでやってきたことが時代と合わなくなってきたと感じたので変えるべきところは変えようと判断したという。

## 批評
タワーレコードの音楽レビューサイトMikikiのライターは、本アルバムについて「ジャージークラブのビートを取り入れた「BLUE DIZZINESS」のように最新の音楽トレンドにも目配せしたクールなサウンドであると同時に、青春の煌めきからブルーな心象までを描くボーカルを乗せた楽曲の数々が胸を射抜く。」と評している。
OTOTOYのライターは、「佐藤千亜妃が手がけた本アルバムのリード曲3部作となる「BLUE DIZZINESS」、「CRYSTAL DROP」、「TWINKLE WINK」の歌詞の世界観が「永遠の青春」を生きる私立恵比寿中学というグループを丁寧に描いている。」と評している。
本アルバムでは新ディレクターとして川崎みるく迎え入れ、音楽制作スタッフが変わり、これまでの私立恵比寿中学の楽曲とは毛色が違う「BLUE DIZZINESS」のような楽曲にも挑戦しているが、メンバーの真山りかは長年のファンの間にも賛否があるだろうと思っていたし、実際に賛否があることを感じているとインタビューにて述べている。
私立恵比寿中学の校長（マネージャー）である藤井ユーイチは『indigo hour』リリース時のインタビューにて「Summer Glitter」以降、Spotifyの数字が変わってきていたりしていて明らかに新しいところからお客さんが入ってきていることは今のところ可視化されていると語っている。

## 収録曲
（私立恵比寿中学：真山りか・安本彩花・星名美怜・小林歌穂・中山莉子・桜木心菜・小久保柚乃・風見和香・桜井えま・仲村悠菜）

### 楽曲解説
1. 「Knock You Out!」
ソロパートがメンバーの出席番号順になっており、出席番号と名前も歌詞に織り込まれたいわゆる自己紹介ソングである。
本楽曲を手掛けたKennyDoes（梅田サイファー）は私立恵比寿中学のファミリー（ファン）であり、歌詞には各メンバーの特徴が詰め込まれている[7][注 1]。
ソロパートにおいて、桜木心菜パートが高速ラップなのに対して、次の小久保柚乃パートがゆったりであるなど各メンバーの個性に合わせて構成されている。
2. 「Summer Glitter」
本楽曲は2023年7月24日に配信限定シングル『Summer Glitter』としてリリースされた。本楽曲が新ディレクター川崎みるくが担当した最初の楽曲である[7]。
リズミカルでグルーヴ感のあるビートにキラキラと抱く恋心を乗せて歌うサマー・ソングと評されている[10]。また川崎みるくによるとRIP SLYMEの楽曲「楽園ベイベー」っぽいと言ってくださる方がいると述べている[9]。
3. 「BLUE DIZINESS」
本楽曲は2023年12月11日に配信限定シングル『BLUE DIZINESS』としてリリースされた。本アルバムのリード曲3部作の1作目でありプレリード曲01（Pre-lead track 01）と位置づけられている[6]。
本楽曲について音楽ナタリーのライターは「シンプルなループ構造なのに歌はすごく起伏がありメロディアスで、単に「今流行りのジャージークラブをやってみました」では終わらない、漏れ出てくる私立恵比寿中学っぽさのようなものを感じた。」と評している[9]。
作詞者の佐藤千亜妃は本楽曲のタイトルについて、人間関係とかで悩むことも多い青春時代の迷いや心の揺れを「青い眩暈」と表現し、それを英語の「BLUE DIZINESS」にしたという[8]。
後述にあるように真山は「kyo-do?」のかわいい路線がこれまでの私立恵比寿中学の路線と異なり戸惑いもあったが、本楽曲の歌詞を見て迷いが吹っ切れたと述べている[8]。
4. 「TWINKLE WINK」
本楽曲は2024年2月19日に配信限定シングル『TWINKLE WINK』としてリリースされた。本アルバムのリード曲3部作の3作目でありリード曲（Lead track）と位置づけられている[6]。
本楽曲はディスコ調のアップテンポな楽曲であるが、ディレクターの川崎みるくは本楽曲について、全体を通してただ底抜けに明るいわけではない、どこか憂いのある明るさの楽曲にしたかったと述べている[9]。
作詞者の佐藤千亜妃は青春の煌めきとダンスチューンというところから、星空×ダンスホールのコンセプトが浮かんだという。また本楽曲のキーワードとして「私たちだけ（＝私立恵比寿中学だけ）のプロム」と位置づけ、泣くことも笑うこともある青春だけど、その瞬間が全部キラキラしているという思いを込めたという[8]。
5. 「DRAMA QUEEN」
オートチューンが多用されており、繰り返して出てくるメロディがサビしかない複雑な構成の楽曲となる。
真山は「サウンド的には無機質な感じだけど、歌詞は結構エモーショナルな楽曲になっている。」と述べている[11]。
6. 「CRYSTAL DROP」
本楽曲は2023年12月25日に配信限定シングル『CRYSTAL DROP』としてリリースされた。本アルバムのリード曲3部作の2作目でありプレリード曲02（Pre-lead track 02）と位置づけられている[6]。
本楽曲について音楽ナタリーのライターは「ちょっと大人びた甘酸っぱいムードで、1990年代後半から2000年代前半にかけてのJ-POP、歌謡曲を彷彿とさせる雰囲気がある。」と評している[11]。
作詞者の佐藤千亜妃は本楽曲について、「恋人との失恋ソングと読める部分もあるが普通の恋愛ソングにはしたくないと思った。親友と離れ離れになってしまったときの気持ちが表現されているので友情ソングだと思って聴いてみると、全然違う曲に聞こえると思う。」と述べている[8]。
7. 「Hello another world」
高学年メンバー5人（真山・安本・星名・小林・中山）の楽曲となる。真山は本楽曲について、「過去を振り返るところから始まり最終的にそれぞれの未来へというイメージだが、過去を担ってきた私たちだからこそ未来へつなげるために、自分たちのやってきたことに改めて誇りを持つような気持ちで優しく歌いたいと思ってレコーディングに挑んだ。」と述べている[12]。また真山は、本楽曲「Hello another world」と低学年メンバーによる楽曲「STAY POP」との対比として、本楽曲では「paradise」（理想郷）と表現しているところを、低学年メンバーの楽曲「STAY POP」では「heaven」（天国）と表現しているところが面白いと感じたという[12]。
8. 「トーキョーズ・ウェイ!」
本楽曲は2024年1月31日にシングル[注 2]『トーキョーズ・ウェイ!』としてリリースされた。詳しくはシングル『トーキョーズ・ウェイ!』のページも参照。
本楽曲はTOKYO MXほかで放送されたアニメ『マッシュル-MASHLE- 神覚者候補選抜試験編』のエンディングテーマに使用された[13]。
本楽曲のサウンドについて小林歌穂は「サウンドがおしゃれだけどでもシュール。」と形容している[12]。また星名美怜は本アルバム収録曲の中で、今までの私立恵比寿中学に近い曲と評してる[12]。
9. 「STAY POP」
低学年メンバー5人（桜木・小久保・風見・桜井・仲村）の楽曲となる。桜木は本楽曲について「ポップな気持ちになれるし、転調とかもすごく楽しい」と述べている。また、「どんな明るい振付になるんだろう？と思ってたらすごく大人っぽかったりしているので、観ても楽しいし聴いても楽しい」とも述べている[12]。
10. 「kyo-do?」
本楽曲は2023年5月3日にシングル『kyo-do?』としてリリースされた。詳しくはシングル『kyo-do?』のページも参照。
桜井えま・仲村悠菜転入後の私立恵比寿中学10人体制初の楽曲である。
本楽曲「kyo-do?」には「今日どうする？」「共闘する？」「強度が必要です」「郷土が見えたりね」「うちら共同戦線はって」といった韻を踏んだ歌詞が登場する。楽曲を提供したヤマモトショウは「人と人が何か新しいものをつくるときはいつも上下や依存の関係ではなくてコラボレーション、つまり「共同」作業です。今回エビ中の皆さんにとっても新体制となる楽曲に、僕自身も新たに音楽で参加させていただいての「共同」作業の強度を高めていけたらと思っております。そしてそんなみんなの出会いというコラボでこれまで生まれてきたもの、そしてこれから生まれていくであろうコラボレーションそのものが美しくて、尊いよね、という気持ちをそのまま曲にしてみました。」とシングル『kyo-do?』リリース時にコメントしている[14]。
本楽曲を提供したヤマモトショウは、2022年にFRUITS ZIPPERへ提供した楽曲「わたしの一番かわいいところ」が大きな話題となった。「ヤマモトショウ＝バズり曲という印象が強くなっているが、私立恵比寿中学もそこに踏み出しているのか？」というインタビュアーの問いかけに対し小林歌穂は「TikTokとかSNSで流行ったらいいなと思うが、メンバーが高学年の5人（真山・安本・星名・小林・中山）だけだったら絶対出会えなかった曲だと思う。新体制になって今どきの子も増えたから、こういう新しい試みもできるようになった。」と述べている[15]。
真山は本楽曲が「可愛い」をテーマにしていることについて、今までの私立恵比寿中学の方向性と大きく変わったことでどのようなライブをすべきか一時期悩んでいたという[8]が、前述の通り「BLUE DIZINESS」の歌詞をみてその迷いが吹っ切れたという。

### 収録曲クレジット
| #         | タイトル                  | 作詞                                                            | 作曲                                                            | 編曲                                 | 時間  |
| --------- | ------------------------- | --------------------------------------------------------------- | --------------------------------------------------------------- | ------------------------------------ | ----- |
| 1.        | 「Knock You Out!」        | KennyDoes（梅田サイファー）                                     | KennyDoes（梅田サイファー）                                     | KennyDoes・ Cosaqu（梅田サイファー） | 3:43  |
| 2.        | 「Summer Glitter」        | 宇野水木・Rico Sato・Hiddie・Rose Blueming・奈良ひより・Ryo Ito | 宇野水木・Rico Sato・Hiddie・Rose Blueming・奈良ひより・Ryo Ito | Rico Sato・Hiddie                    | 2:56  |
| 3.        | 「BLUE DIZZINESS」        | 佐藤千亜妃                                                      | ESME MORI・BXN・KEEBOMB・YOONSEOK                               | TomoLow                              | 3:15  |
| 4.        | 「TWINKLE WINK」          | 佐藤千亜妃・SNNJ                                                | 長沢知亜紀・永野小織・奈良ひより・SNNJ                          | SNNJ                                 | 3:11  |
| 5.        | 「DRAMA QUEEN」           | OHTORA                                                          | OHTORA・maeshima soshi                                          | maeshima soshi                       | 3:45  |
| 6.        | 「CRYSTAL DROP」          | 佐藤千亜妃                                                      | 小内喜文                                                        | 渡辺亮希                             | 4:45  |
| 7.        | 「Hello another world」   | 清水葉子                                                        | 清水葉子                                                        | Kuboty                               | 3:14  |
| 8.        | 「トーキョーズ・ウェイ!」 | 細井涼介・林武蔵                                                | 細井涼介・林武蔵                                                | 林武蔵・細井涼介                     | 3:44  |
| 9.        | 「STAY POP」              | 長沢知亜紀・ペンギンス                                          | 長沢知亜紀・ペンギンス                                          | ペンギンス                           | 3:21  |
| 10.       | 「kyo-do?」               | ヤマモトショウ                                                  | ヤマモトショウ                                                  | ヤマモトショウ                       | 3:49  |
| 合計時間: | 合計時間:                 | 合計時間:                                                       | 合計時間:                                                       | 合計時間:                            | 35:43 |

| #  | タイトル                                                                                        | 作詞 | 作曲・編曲 |
| -- | ----------------------------------------------------------------------------------------------- | ---- | ---------- |
| 1. | 「「私立恵比寿中学 spring tour 2023 ～100% ebism～」＠パシフィコ横浜 国立大ホール(2023.07.16)」 |      |            |

| #  | タイトル                             | 作詞 | 作曲・編曲 |
| -- | ------------------------------------ | ---- | ---------- |
| 1. | 「EVERYTHING POINT ”Perfect ebism”」 |      |            |

## 販売形態

### 初回生産限定盤A（CD＋BD）
- 規格品番：SECL 2942/3
- 三方背BOX
- 豪華40Pフォトブック
- リボンステッカー
- トレーディングカード：メンバーソロ（type-A）10種類＋集合レアのうち1種ランダム封入

BD特典
- 「私立恵比寿中学 spring tour 2023 ～100% ebism～」＠パシフィコ横浜 国立大ホール(2023.07.16)

CD
- 10曲（全形態共通）

### 初回生産限定盤B（CD＋BD）
- 規格品番：SECL 2944/5
- 三方背BOX
- ミニポスター
- トレーディングカード：メンバーソロ（type-B）10種類＋集合レアのうち1種ランダム封入

BD特典
- 「EVERYTHING POINT ”Perfect ebism”」

CD
- 10曲（全形態共通）

### 通常盤（CD）
- 規格品番：SECL 2946
- トレーディングカード：メンバーソロ（type-C）10種類＋集合レアのうち1種ランダム封入

## 備考
- 長年私立恵比寿中学を担当していた校長（チーフマネージャー）の藤井ユーイチ、A&Rの石崎裕士（SDR）が2024年9月30日をもって私立恵比寿中学の担当から外れたため、両名にとって本アルバムが最後に担当した私立恵比寿中学のアルバムとなった[16]。また、2024年11月25日付で星名美怜が私立恵比寿中学との契約終了、スターダストプロモーション退所となったので星名美怜にとって私立恵比寿中学としての最後のアルバムとなった[17]。